# Swift (programski jezik)
Ta članek govori o Applovim programskem jeziku.
Swift je splošni, večparadigmni, sestavljeni programski jezik, ki sta ga razvila Apple in odprtokodna skupnost, prvič pa je izšel leta 2014. Swift je bil razvit kot nadomestek prejšnjega Applovega programskega jezika Objective-C, ker je Objective-C od začetka osemdesetih let ostal pretežno nespremenjen in ni imel sodobnih jezikovnih značilnosti. Swift deluje z Appleovimi okviri Cocoa in Cocoa Touch, ključni vidik Swiftove zasnove pa je bila sposobnost sodelovanja z ogromno obstoječo kodo Objective-C ja, razvito za izdelke Apple v preteklih desetletjih. Zgrajen je z odprtokodnim okvirjem prevajalnika LLVM in je vključen v Xcode od različice 6, izdane leta 2014. Na platformah Apple uporablja izvajalno knjižnico Objective-C ja, ki omogoča C, Objective-C, C ++ in Swift izvorni kodi za zagon v enem programu.